# Working!!
Working!! (рус. Работа!!) — ёнкома, созданная Карино Такацу. Её печать началась в 2005 году в январском выпуске сэйнэн-журнала Young Gangan. Первый отдельный том вышел в ноябре 2005 года в Японии; к марту 2010 их стало уже 7. Square Enix также выпустила три радиопостановки между 2007 и 2009 годами. Сценарий к ним написан Сёго Мукаи. Ёсимаса Хираикэ стал режиссёром аниме-сериала студии A-1 Pictures, показ которого прошёл в апреле-июне 2010 года.

## Сюжет
Действие сюжета разворачивается в Хоккайдо, в семейном ресторане «Вагнария». Главным героем является Сота Таканаси, молодой работник, недавно устроившийся в заведение. Всё оборачивается не так, как юноша планировал: он привязался к Попуре и просто хочет проводить с ней время, а вместо этого вынужден работать в заведении со странными, но хорошими людьми.

## Список персонажей
Сота Таканаси (яп. 小鳥遊 宗太 Таканаси Со:та) — главный герой. Ему 16 лет и он учится в старшей школе. Устроился в семейный ресторанчик «Вагнария» случайно, встретив Попуру на улице. Любит маленьких миленьких детей (до 12 лет), кошек, собак, хомячков и других животных. Живёт в семье с четырьмя сёстрами, где управляется со всеми делами вместо мамы и папы, которые их покинули, когда Сота был ещё маленьким. Некоторое время встречался с Махиру Инами. Добрый, спокойный и уравновешенный герой (за исключением тех случаев, когда видит что-то маленькое и милое).
Сэйю: Кэнъити Судзумура (drama CD), Дзюн Фукуяма (аниме)
Попура Танэсима (яп. 種島 ぽぷら Танэсима Попура) — низкорослая девушка с лицом ребёнка, очень обижающаяся, когда из-за этого её не воспринимают как взрослую. Она старше главного героя на год (ей 17 лет) и учится в той же старшей школе, что и Сота.
Сэйю: Май Кадоваки (drama CD), Кана Асуми (аниме)
Махиру Инами (яп. 伊波 まひる Инами Махиру) — официантка в ресторане. Не переносит людей противоположного пола: реагирует на их появление их же мгновенным избиением. Возбудителем этого комплекса является её отец, который постоянно запугивал дочь тем, что говорил ей, что все мужчины страшные и опасные существа. Влюблена в Соту. Учится в женской частной школе. Старше главного героя на год (17 лет).
Сэйю: Маи Накахара (drama CD), Саки Фудзита (аниме)
Кёко Сирафудзи (яп. 白藤 杏子 Сирафудзи Кё:ко) — менеджер ресторана. Женщина средних лет (28 лет). Обычно занимается тем, что ничего не делает и поглощает ресторанную еду. Хулиганка. Имеет свою банду.
Сэйю: Дзюнко Минагава (drama CD), Кумико Ватанабэ (аниме)
Ятиё Тодороки (яп. 轟 八千代 Тодороки Ятиё) — старшая официантка. Внешне мила и заботлива, но в гневе страшна. Постоянно носит с собой катану, чем немало пугает посетителей. Очень уважает Кёко, так как она заступалась за неё, когда над ней насмехались в младшей школе. Первым человеком, с которым подружилась, был Дзюн Сато. Не замечает, что Сато влюблен в неё.
Сэйю: Сихо Кавараги (drama CD), Эри Китамура (аниме)
Дзюн Сато (яп. 佐藤 潤 Сато: Дзюн) — молодой повар в ресторане. Влюблён в Ятиё Тодороки, но не любит это афишировать, так как понимает, что на этом поприще ему пока ничего не светит. Курит. Очень близкий друг Попуры. Любит поиздеваться над её ростом, давать ей бесполезные советы как поскорее вырасти и мастерить различные невообразимые прически на её голове. Лицо непроницаемое. Вооружен кухонной утварью, которой частенько попадает Соме. Одного возраста с Ятиё.
Сэйю: Хирофуми Нодзима (drama CD), Дайсукэ Оно (аниме)
Хирооми Сома (яп. 相馬 博臣 Со:ма Хирооми) — второй повар ресторана. Улыбчивый молодой человек, который обожает сплетни и слухи. Знает всё про всех и умело распоряжается информацией. При этом про него самого практически ничего не известно. Ему нравится подшучивать над Дзюном Сато по поводу влюблённости последнего в Ятиё, за что получает по голове от Сато подвернувшейся утварью, но напрямую рассказать Ятиё он ничего не может, ибо боится, что Сато его просто убьёт. Заботится о Аои Ямаде.
Сэйю: Ёсинори Фудзита (drama CD), Хироси Камия (аниме)
Аои Ямада (яп. 山田 葵 Ямада Аои) — официантка ресторана без постоянного места жительства (по сюжету проживает в самом ресторане). О ней мало что известно. Говорит о себе в третьем лице. Желает, чтобы её удочерил Хёго Отоо, который нашел её на остановке. В манге выясняется, что она действительно является сестрой Кирио Ямады. По её словам, она сбежала из дома из-за сложных отношений с матерью, однако основной причиной оказалось то, что её брат съел её любимые натто, которые она приберегла на потом.
Сэйю: Кана Уэда (drama CD), Рё Хирохаси (аниме)
Кирио Ямада (яп. 山田 桐生 Ямада Кирио) — персонаж второго сезона. 16 лет. Ищет сбежавшую из дома сестру, ей оказалась Аои Ямада. Является капитаном команды каратэ. Ему очень нравится Инами и он не видит в ней ничего пугающего, поскольку всегда успешно блокирует её атаки. Глуповат. Упёрт. Позитивен.
Сэйю: Сатоси Хино (аниме)
Хёго Отоо (яп. 音尾 兵吾 Отоо Хё:го) — директор ресторана «Вагнария». Добрый человек, но слабый характером. Часто находится в командировках, при возвращении из которых приносит гостинцы для Кёко, из-за чего Ятиё Тодороки ревнует. Во время командировок ищет свою пропавшую жену, которая ушла из дома и потерялась в связи с тем, что очень плохо ориентируется на местности. Однажды Отоо встретил Аои Ямаду в одной из своих командировок и устроил её на работу в ресторан.
Сэйю: Дайки Накамура (drama CD), Дзёдзи Наката (аниме)
Мая Мацумото (яп. 松本 麻耶 Мацумото Мая) — официантка в ресторане. Молодая девушка 18-ти лет. Считает себя единственным нормальным человеком среди персонала. Слишком зациклена на нормальности. Очень боится сделать что-то ненормально. Любые странные поступки и суждения окружающих воспринимает негативно.
Сэйю: Акико Кавасэ (аниме)
Ёхэй Масиба (яп. 真柴 陽平 Масиба Ё:хэй) — правая рука Кёко в банде. Персонаж второго сезона. Иногда подрабатывает официантом в Вагнарии. Носит полевую армейскую форму. Очень шумный и легкий на подъём парень. Общительный и добродушный.
Сэйю: Юити Накамура (аниме)
Мицуки Масиба (яп. 真柴 美月 Масиба Мицуки) — правая рука Кёко в банде, как и Ёхэй. Персонаж второго сезона. Ёхэй и Мицуки — близнецы. Постоянно ругается с братом. Иногда подрабатывает поварихой в Вагнарии. Основная её работа — страховой агент (за доплату может избить клиента, и он сможет получить выплату по медицинской страховке). Постоянно носит с собой кастет. Очень любит Ятиё.
Сэйю: Харука Томацу (аниме)
Кадзуэ Таканаси (яп. 小鳥遊 一枝 Таканаси Кадзуэ) — старшая сестра Соты. Первый ребёнок семьи Таканаси. Адвокат. Беспринципная и прямая девушка. Как и Сота, любит детей.
Сэйю: Мабуки Андо (drama CD), Рёко Сираиси (аниме)
Идзуми Таканаси (яп. 小鳥遊 泉 Таканаси Идзуми) — старшая сестра Соты. Второй ребёнок семьи Таканаси. Популярный писатель-романист. Носит черные наряды. Очень слабая физически. Постоянно сидит взаперти и пишет романы. Боится потерять брата, поскольку тот всегда за ней ухаживает.
Сэйю: Фумико Орикаса (drama CD), Ёко Хикаса (аниме)
Кодзуэ Таканаси (яп. 小鳥遊 梢 Таканаси Кодзуэ) — старшая сестра Соты. Третий ребёнок семьи Таканаси. Учитель по самообороне. Очень ветреная, несдержанная, шумная, падкая на парней и очень кокетливая. Любит выпить и подокучать брату своим нытьём. На самом деле очень его любит.
Сэйю: Акико Кимура (drama CD), Сидзука Ито (аниме)
Надзуна Таканаси (яп. 小鳥遊 なずな Таканаси Надзуна) — младшая сестра Соты. Пятый ребёнок семьи Таканаси. 13 лет. Учится в младших классах. Очень самостоятельная и всегда помогает брату с домашними делами. Остальные сестры по дому не делают ничего. Не по годам развитая. Рост, как у Соты. Иногда подрабатывает официанткой в ресторане.
Сэйю: Риэ Кугимия (drama CD), Момоко Сайто (аниме)